# 特拉索 (拉科鲁尼亚省)
特拉索是西班牙加利西亚自治区拉科鲁尼亚省的一个市镇，下辖有11个堂區。

## 图集

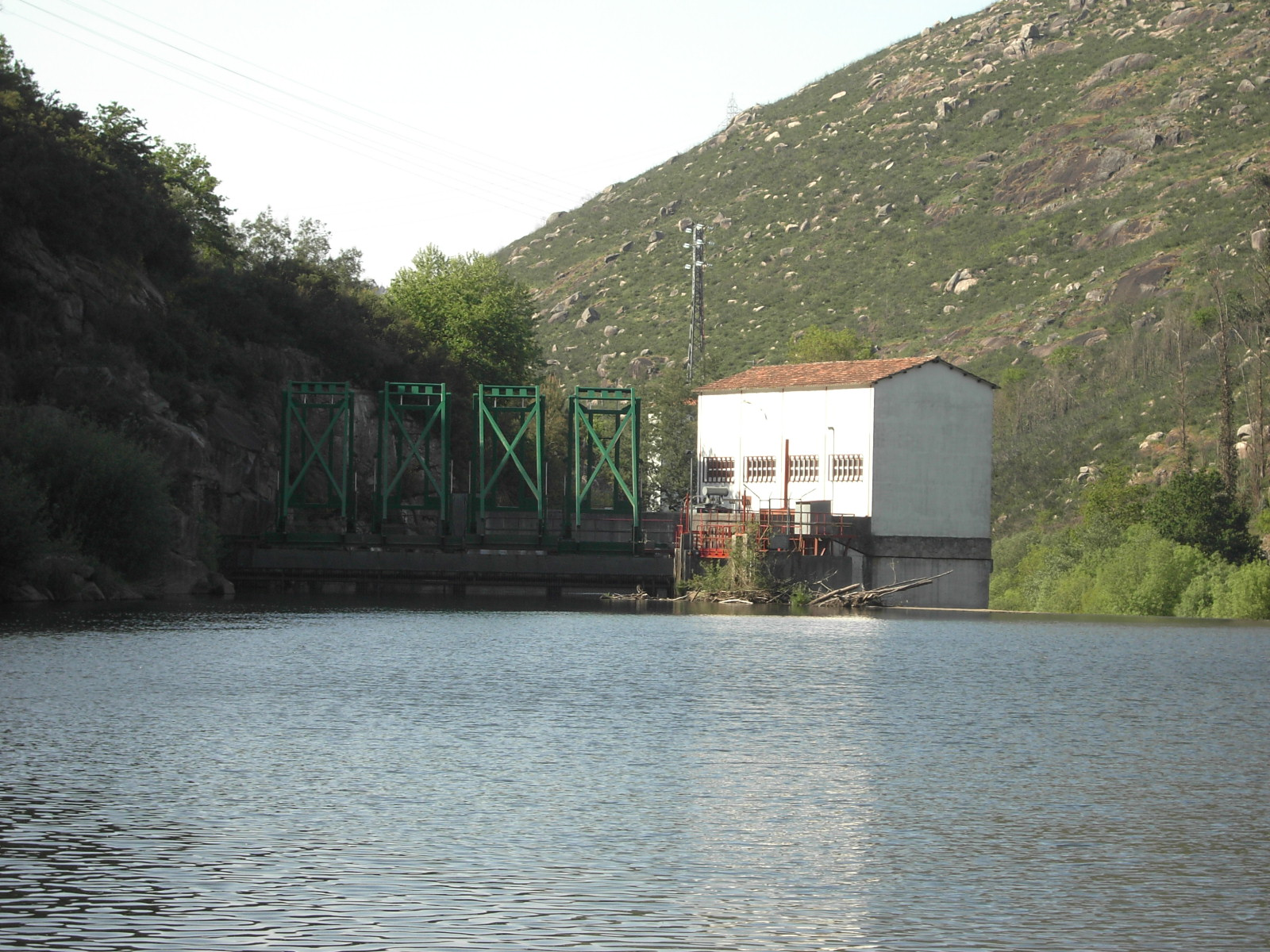
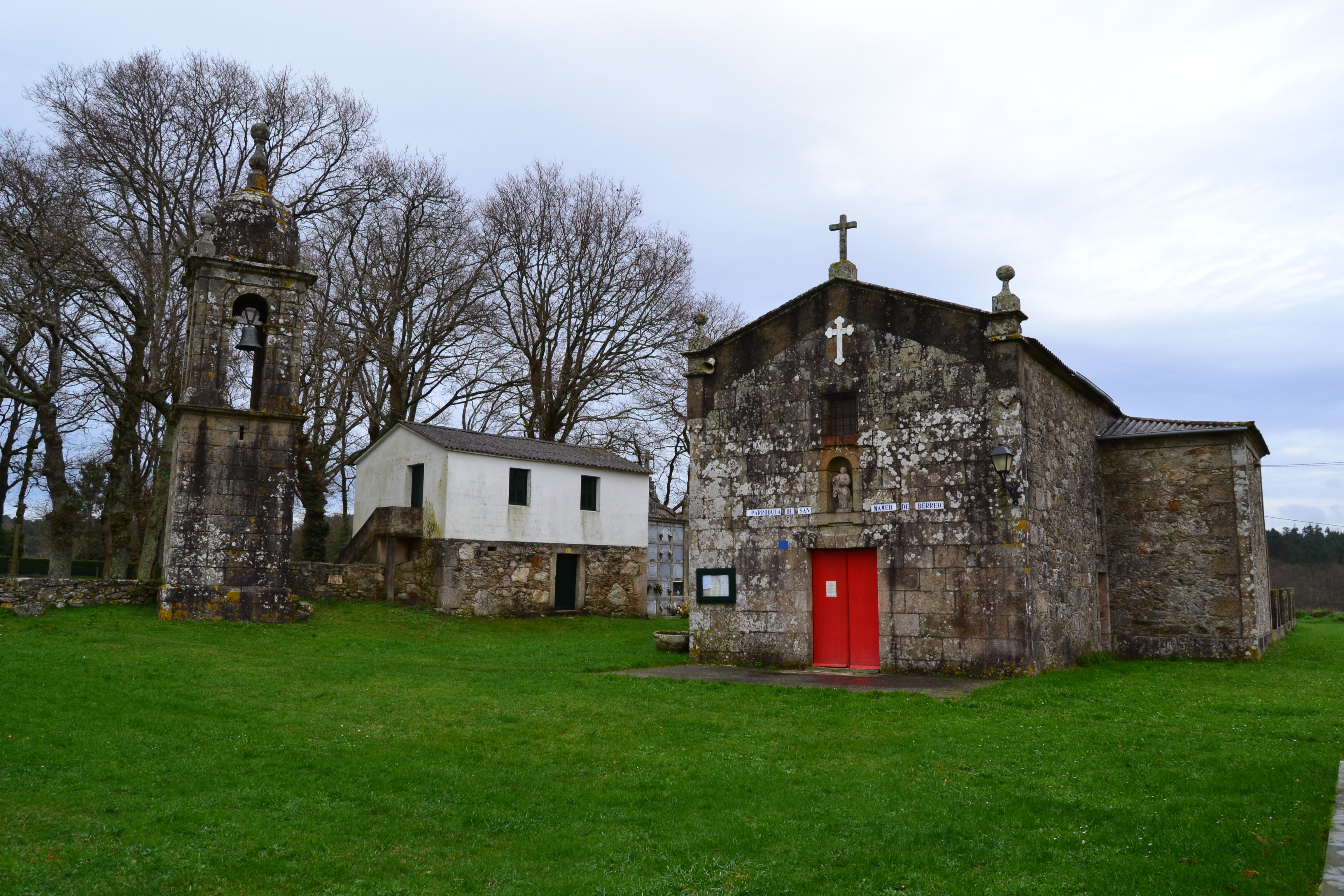

## 人口
| 特拉索 (拉科鲁尼亚省)  |
|                        |
| 来源：西班牙国家统计局 |